# Amnestie Václava Klause

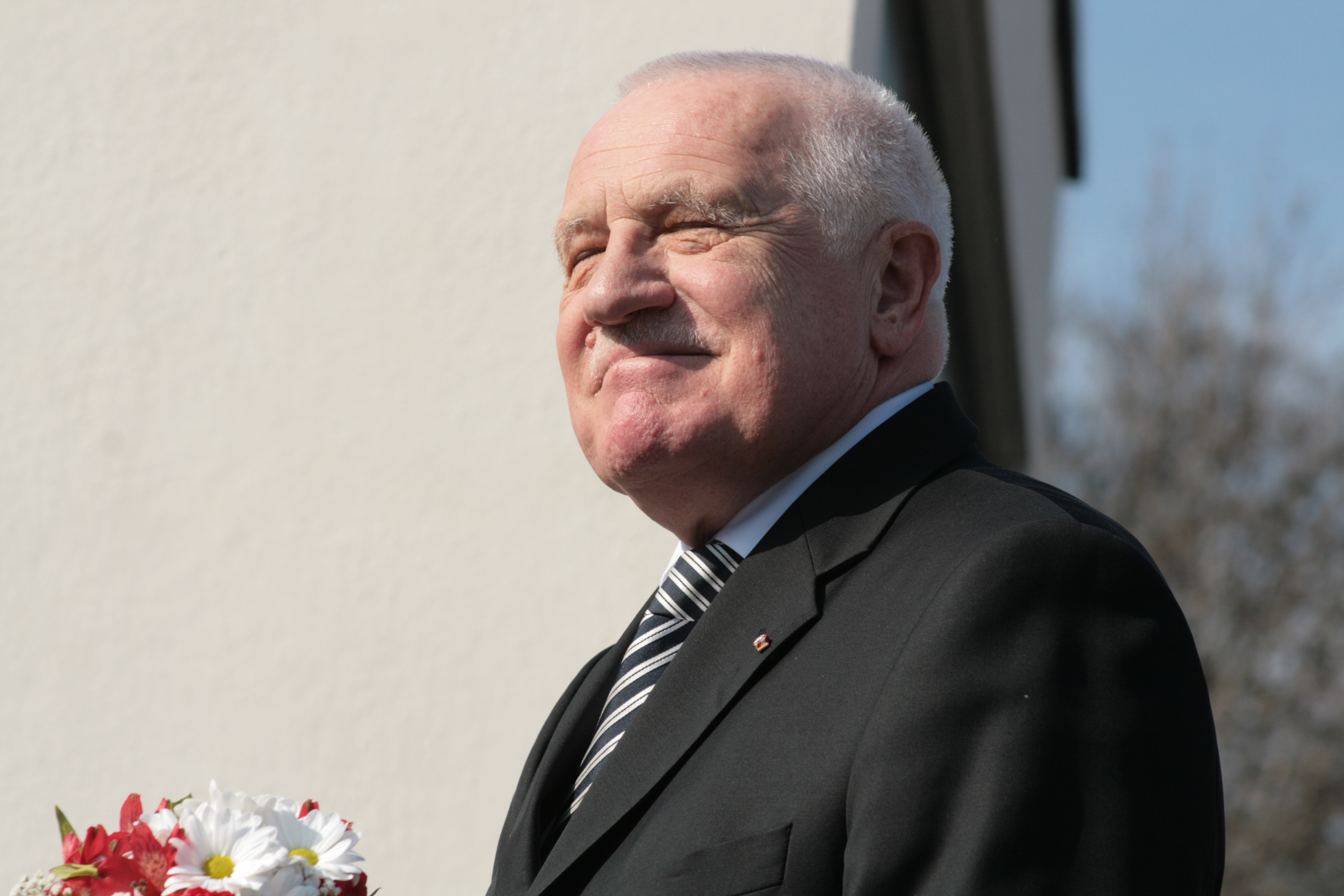
Prezident České republiky Václav Klaus v roce 2013.

Amnestie vyhlášená Václavem Klausem coby prezidentem České republiky představuje právní akt hromadného omilostnění některých odsouzených a zastavení některých trestních řízení dle přesně vymezených podmínek. Tuto částečnou amnestii vyhlásil Václav Klaus dne 1. ledna 2013 na konci svého novoročního projevu, a to při příležitosti 20. výročí samostatnosti České republiky. Rozhodnutí bylo vyhlášeno 2. ledna 2013 ve Sbírce zákonů pod číslem 1/2013 Sb. v samostatné částce 1/2013. Účinnosti nabylo dnem vyhlášení, tedy dnem rozeslání této částky.
Amnestie byla už krátce po vyhlášení silně kritizována. Jako velmi sporný byl hodnocen především druhý článek amnestie, kvůli kterému byla ukončena řada kauz závažné hospodářské kriminality a korupce.
Celkově bylo amnestií prominuto více než 111 tisíc trestů (z velké části podmíněných).

## Příprava amnestie
Podle Ladislava Jakla, ředitele politického odboru Kanceláře prezidenta republiky, se amnestie připravovala řadu týdnů dopředu „v širokém okruhu tří lidí“. Sám prezident Klaus prohlásil, že „filozofie amnestie vznikala několik let“, resp. „deset let jsme o tom uvažovali, deset let jsme měli různé nápady, co by tam mělo být zařazeno". Premiér Petr Nečas se o chystané amnestii dozvěděl před Vánocemi a její přípravu konzultoval s ministrem spravedlnosti Pavlem Blažkem. Vše probíhalo v utajení, aby se zabránilo neklidu ve věznicích. Tuto skutečnost na počátku ledna potvrdil i ministr spravedlnosti s tím, že s ministerským předsedou pouze konzultoval formulačně-právní otázky. Utajené projednávání ale mohlo být podle komentátora týdeníku Respekt Jana Macháčka porušením zákona, protože amnestie měla být zřejmě projednávána pouze v režimu důvěrné, nikoli v režimu tajné.
Deník Insider 15. ledna napsal, že ředitelka odboru legislativy a práva kanceláře prezidenta Dana Římanová byla prezidentem o stanovisko požádána až po vyhlášení amnestie a ve svém stanovisku pro prezidenta 2. ledna uvedla, že trestní řízení trvající déle než šest let nelze paušálně označit za nepřiměřeně dlouhá. Římanová médiím potvrdila, že se na přípravě amnestie nijak nepodílela a že o rozbor byla požádána až po jejím vyhlášení.
Dne 19. ledna přinesly Lidové noviny informace, podle kterých amnestii připravovali tři lidé: prezidentův tajemník Ladislav Jakl, právník Pavel Hasenkopf a bývalý poslanec ČSSD Zdeněk Koudelka. Ladislav Jakl to však v rozhovoru pro Radiožurnál označil za „absolutní nesmysly“. Pavel Hasenkopf v reakci na to sdělil, že se na přípravě amnestie podílel, ale jeho návrh (který získaly Lidové noviny a proto Hasenkopfa označily za autora amnestie) nebyl vybrán. Výsledný text amnestie je podle něj kompilátem z několika různých návrhů. Spolupráci se Zdeňkem Koudelkou pak popřel ministr spravedlnosti Pavel Blažek.
Vratislav Mynář, ředitel kanceláře Klausova prezidentského nástupce Miloše Zemana koncem dubna znovu médiím potvrdil, že autory amnestie jsou Petr Hájek, právník Pavel Hasenkopf a Ladislav Jakl, přičemž Jakla označil za nejaktivnějšího z celé trojice. Hájek s Jaklem Mynářovo tvrzení následně opět popřeli. Pavel Hasenkopf v reakci na to zažaloval Kancelář prezidenta republiky. Spor v létě 2014 skončil smírem, podle kterého Hasenkopf „neměl možnost ovlivnit vyhlášené znění amnestie“.

## Zdůvodnění
Prezident ani jeho kancelář amnestii nezdůvodnili, avšak o den později, 2. ledna 2013 při jmenování Jaroslava Bureše do funkce předsedy Vrchního soudu v Praze, Václav Klaus poznamenal: „Věřím, že teď ve vašem vrchním soudu už bude vše v pořádku, už budete soudit tak dobře, že nebude potřeba, aby se udělovaly nějaké amnestie a milosti. Doufám, že nastane rajská doba.“
Druhý článek amnestie, abolici dlouho neuzavřených kauz, obhajoval především prezidentův tajemník Ladislav Jakl.
16. ledna poskytl prezident Klaus rozhovor České televizi, ve kterém vyjmenoval tři cíle, které amnestií sledoval. Prvním cílem bylo odpustit a prominout lidem, kteří spáchali méně závažné trestné činy, které by podle Klause ve většině evropských zemí ani nevedly k uvěznění. Druhý cílem bylo propustit z věznic seniory. Třetím cílem bylo zastavit enormně dlouhá soudní řízení. Zároveň odmítl, že by amnestii vyhlašoval kvůli nějakým konkrétním lidem.

## Kontrasignace předsedou vlády

Podpis premiéra Petra Nečase

K platnosti amnestie byla potřeba kromě prezidentova rozhodnutí také kontrasignace premiéra Petra Nečase, který tak také učinil. Vláda tím přijala nad amnestií odpovědnost. Podle ministra financí Miroslava Kalouska však vláda nese odpovědnost pouze za provedení, nikoli důsledky amnestie, a to i z důvodu, že o ní nebyli členové vlády (kromě ministra spravedlnosti Pavla Blažka a premiéra Petra Nečase) předem informováni. Nečas sám řekl, že amnestii nemohl nepodepsat. Podle Aleše Gerlocha, Václava Pavlíčka, Jana Wintra, Jana Kysely a dalších odborníků na ústavní právo jsou však tyto interpretace mylné a odpovědnost nese i vláda, takže premiér mohl rozsah či samotné vyhlášení amnestie ovlivnit.
Skutečnost, že premiér Petr Nečas z mnoha stran kritizovanou amnestii bez informování členů vlády a jakéhokoli vysvětlení kontrasignoval, nahrává podle týdeníku Respekt spekulacím, že jeho podpis byl politickým obchodem za Klausův předvánoční podpis pod vládním daňovým balíčkem, což premiér vyloučil. Tyto spekulace však potvrzují policejní odposlechy (nasazené kvůli kauze Nagyová). Podle odposlechů měl 5. ledna Petr Nečas ředitelce své kanceláře Janě Nagyové říci: „Amnestie je strašný průšvih. Můžu říct otevřeně, že šlo o podpis za podpis.“ Takovouto dohodu však aktéři amnestie nadále vylučují, případně tvrdí, že o ní nic nevěděli.
Amnestie je přitom podle čl. 63 odst. 1 písm. k) Ústavy sice rozhodnutím prezidenta republiky, ale odstavec 3 daného článku současně stanoví, že „rozhodnutí prezidenta republiky vydané podle odstavce 1 a 2 vyžaduje ke své platnosti spolupodpis předsedy vlády nebo jím pověřeného člena vlády.“ Podle následujícího odstavce 4 pak „za rozhodnutí prezidenta republiky, které vyžaduje spolupodpis předsedy vlády nebo jím pověřeného člena vlády, odpovídá vláda.“

## Rozsah amnestie

### Vymezení
Amnestie se vztahuje na tyto případy:
- První článek v odstavci 1 promíjí nevykonané nepodmíněné tresty odnětí svobody nepřevyšující jeden rok nebo jejich zbytky a v odstavci 3 u těchto osob zahlazuje odsouzení.
- První článek v odstavci 2 promíjí osobám starším 74 let nevykonané nepodmíněné tresty odnětí svobody nepřevyšující deset let nebo jejich zbytky a v odstavci 3 u těchto osob zahlazuje odsouzení.
- Druhý článek zastavuje trestní stíhání, od jejichž zahájení k 1. lednu 2013 uplynulo více než 8 let, pro trestné činy, za něž trestní zákoník stanoví trest odnětí svobody nepřevyšující deset let; nevztahuje se na trestní stíhání proti uprchlému.
- Třetí článek podle odst. 1 a 2 podmíněně promíjí nevykonané nepodmíněné tresty odnětí svobody nepřevyšující dva roky nebo jejich zbytky. Nevztahuje se na trestné činy za zločiny, při nichž byla způsobena smrt nebo těžká újma na zdraví, na zločiny proti životu a zdraví, proti lidské důstojnosti v sexuální oblasti, anebo proti rodině a dětem a nevztahuje se na osoby, které byly v posledních 5 letech odsouzeny k nepodmíněnému trestný za jinou trestnou činnost anebo propuštěny z výkonu trestu, pokud nebyl trest zahlazen. Na úhrnný nebo souhrnný trest nelze prominutí vztáhnout ani zčásti, pokud prominutí podle čl. III nelze vztáhnout na celou trestnou činnost.
- Třetí článek podle odst. 1 a 3 podmíněně promíjí osobám starším 69 let nevykonané nepodmíněné tresty odnětí svobody nepřevyšující tři roky nebo jejich zbytky. Na úhrnný nebo souhrnný trest nelze prominutí vztáhnout ani zčásti, pokud prominutí podle čl. III nelze vztáhnout na celou trestnou činnost.
- Čtvrtý článek promíjí podmíněné tresty odnětí svobody osobám starším 69 let a osobám, kde trest nepřevyšoval dva roky.
- Čtvrtý článek promíjí všechny nevykonané tresty obecně prospěšných prací a domácího vězení a jejich zbytky.
- Pátý článek stanovuje, že všechna předešlá ustanovení se ve stejném rozsahu vztahují též na provinění spáchané mladistvým a trestní opatření uložené mladistvému.

### Počet dotčených
Amnestie se celkem dotkne asi 32 tisíc lidí. Z toho asi 14 500 osob podmínečně odsouzených, 12 200 osob vykonávajících obecně prospěšné práce a 330 odsouzených k domácímu vězení. Zbytek z celkové sumy tvoří propuštění vězni, kterých podle prvních odhadů mělo být 7416, ale konečné číslo bude o něco nižší. Podle druhého, aboličního článku amnestie, bylo k 15. únoru zastaveno celkem 327 kauz, z toho 201 kauz na okresních a krajských státních zastupitelstvích (týkajících se celkem 265 trestně stíhaných osob) a 126 kauz na okresních, krajských a vrchních soudech (týkajících se celkem 331 obžalovaných). Podle nejvyššího státního zástupce Pavla Zemana ještě desítky kauz přibudou.

### Osoby a kauzy dotčené amnestií
Amnestie se dotkla nebo se dotkne i některých mediálně známých kauz. Podle prvního, třetího či čtvrtého článku byly prominuty tresty například následujícím:
- zpěvačka Dara Rolins (dostala osmnáctiměsíční podmínku za dopravní nehodu, při níž zemřel motocyklista)[28]
- předseda DSSS Tomáš Vandas (dostal čtyřměsíční podmínku za prvomájový projev v Brně v roce 2009)[29]
- agresivní řidič Aleš Trpišovský (dostal dvouletou podmínku za to, že na dálnici D1 „vybrzďoval“ řidiče, sedmiletý zákaz řízení zrušen ale nebyl)[29]
- Magdaléna Weiglová (dcera Klausova hradního kancléře Jiřího Weigla, dostala dvouletou podmínku za dopravní nehodu u Lázní Toušeň, při které zemřela její spolujezdkyně)[29]
- František Dohnal (někdejší šéf NKÚ, dostal osmiměsíční podmínku za zneužití pravomoci úřední osoby)[30]
- Artur Slawomir Kamedula (majitel sítě českých Amsterdam shopů odsouzený ke dvěma letům vězení)[29]
- Hana K., matka tzv. „vlčích dětí“ (dostala dvouletý nepodmíněný trest za zanedbání péče o své děti)[31]

Podle druhého článku bylo zastaveno trestní stíhání například těchto osob:
- manažeři obžalovaní kvůli krachu Union banky
- František Chvalovský (Spolu s dalšími čtyřmi lidmi údajně způsobil Komerční bance škodu 1,5 miliardy korun. Za stomilionové úvěrové podvody sice dostal desetiletý trest, ale vrchní soud ho zrušil.)[32]
- Nebyl amnestován soudce Jiří Berka a spol. (čelí obžalobě, že falešnými konkurzy způsobil škodu za čtvrt miliardy korun) byť původně Krajský soud v Českých Budějovicích zcela a Vrchní soud v Olomouci částečně amnestii protiprávně použily, což však zrušil Nejvyšší soud 13. 8. 2014, jelikož všem obviněným hrozí trest vyšší než 10 let[33][34]
- Petr Lukeš (obžalován v kauze vytunelovaných firem kolem chomutovských válcoven, proces se táhl přes patnáct let)[35] Ten však amnestii odmítl[36] a následný soud jej zprostil všech obvinění.[37]
- tři představitelé vytunelované společnosti H-System[38]
- Karel Srba a jeho dva spoluobvinění (kauza o pronájmu Českého domu v Moskvě. Případ však zatím nekončí, bude se jím zabývat ještě odvolací vrchní soud. Státní zástupce i ministerstvo zahraničí, kterému muži údajně způsobili škodu přes 26 milionů korun, si totiž podali stížnost.)[39]
- Tomáš Pitr (Pitr a Provod připravili, podle obžaloby, za pomoci fiktivních faktur na reklamní a zprostředkovatelskou činnost stát na daních o zhruba 23,5 milionu. Pitr byl již pravomocně odsouzen k tříletému trestu vězení za vyvedení akcií potravinářských společností Setuza a Milo Surovárny ze společnosti Agrocredit a jeden daňový únik. Dva roky už ale strávil ve vazbě a soudy ho roku 2012 na podzim podmínečně propustily na svobodu. Stanovily mu tříletou zkušební dobu. Těchto skutků se amnestie netýká.)[39]
- obžalování v souvislosti s krachem investičních fondů Trend a Mercia (Z těchto fondů zmizelo v 90. letech 1,4 miliardy korun)[40]
- Kaplanová a spol. (Bývalá zaměstnankyně Komerční banky zodpovídající za úvěry pro Chvalovského)[40]
- Bena, Tukový průmysl a Čepro (Značný daňový únik za 2,8 miliardy Kč)[40]
- Konečný, Rédl (lidé spojení s kauzami Radovana Krejčíře)[40]
- Karel Takáč a Oldřich Bakus, manažeři obchodníka s cennými papíry KTP Quantum, který vylákal 1,3 miliardy korun od 10 tisíc poškozených klientů[40][41]
- Tejkal a Private Investors (Další zkrachovalý obchodník s cennými papíry)[40]
- manažeři zkrachovalé Moravia banky[40]
- První družstevní záložna (Kauza zkrachovalé družstevní záložny, tisíce poškozených)[40]
- Petr Bezruč a Českomoravská družstevní záložna (Další zkrachovalá družstevní záložna)[40]
- Hámid bin Abdal Sání, člen katarské vládnoucí rodiny, obžalovaný z pohlavního zneužívání.[42]

Podle některých zdrojů by mohla mít amnestie vliv i na kauzu Lukáše Kohouta (vydával se za asistenta poslance a šéfa Valného shromáždění OSN Jana Kavana), Tomáše Pitra (údajné daňové úniky), Reginy Rázlové či zakladatele firmy Progres Invest Pavla Dvořáka (hradecký krajský soud mu vyměřil osmiletý trest odnětí svobody, v 90. letech připravili podle obžaloby desetitisíce klientů o úspory, celková škoda se vyšplhala až na půl miliardy).
Může být amnestován i zakladatel firmy Progres Invest Pavel Dvořák, hradecký krajský soud mu vyměřil osmiletý trest odnětí svobody, v 90. letech on a jeho firma připravili podle obžaloby desetitisíce klientů o úspory, celková škoda se vyšplhala až na půl miliardy. Omilostněno může být i jedenáct obžalovaných manažerů z investičních fondů Trend a Mercia.

### Finanční rozsah kriminality, které se amnestie týkala a počet poškozených jejími pachateli
Podle informací, které od krajských a vrchních soudů, jakož i státních zastupitelství získal Nadační fond proti korupci osoby, jejichž stíhání bylo na základě této amnestie zastaveno, měly způsobit celkovou škodu ve výši nejméně 18,6 miliard korun. K další škodě ve výši nejméně 3,4 miliardy korun již nedošlo. Osoby, kterých se amnestie týkala, měly poškodit přes 90 000 fyzických a stovky právnických osob. Nadační fond proti korupci zároveň zveřejnil podrobnější informace o těchto případech na svých stránkách.

## Provedení amnestie

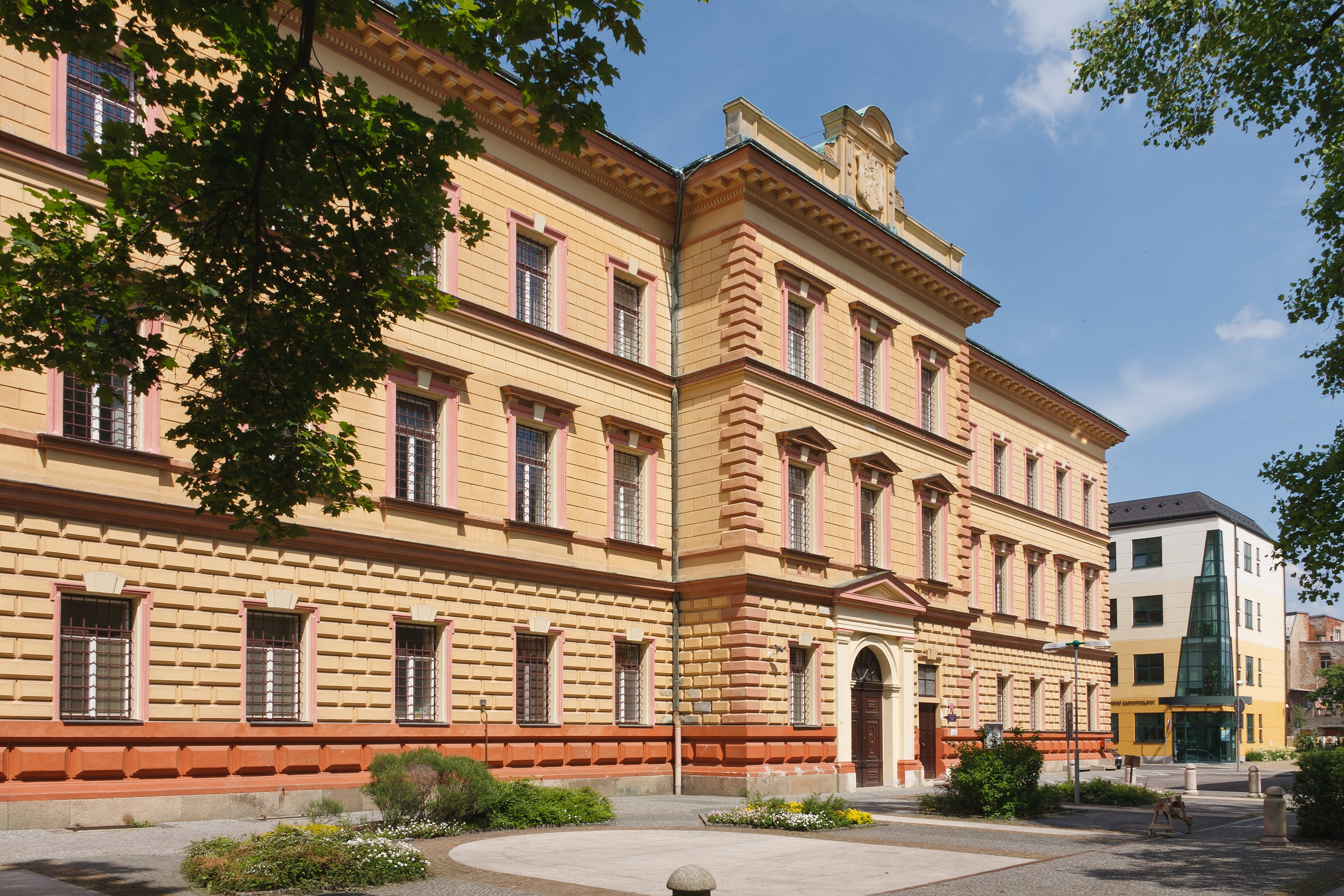
Vazební věznice Liberec, odkud bylo k 9. lednu propuštěno 134 vězňů z celkových 395

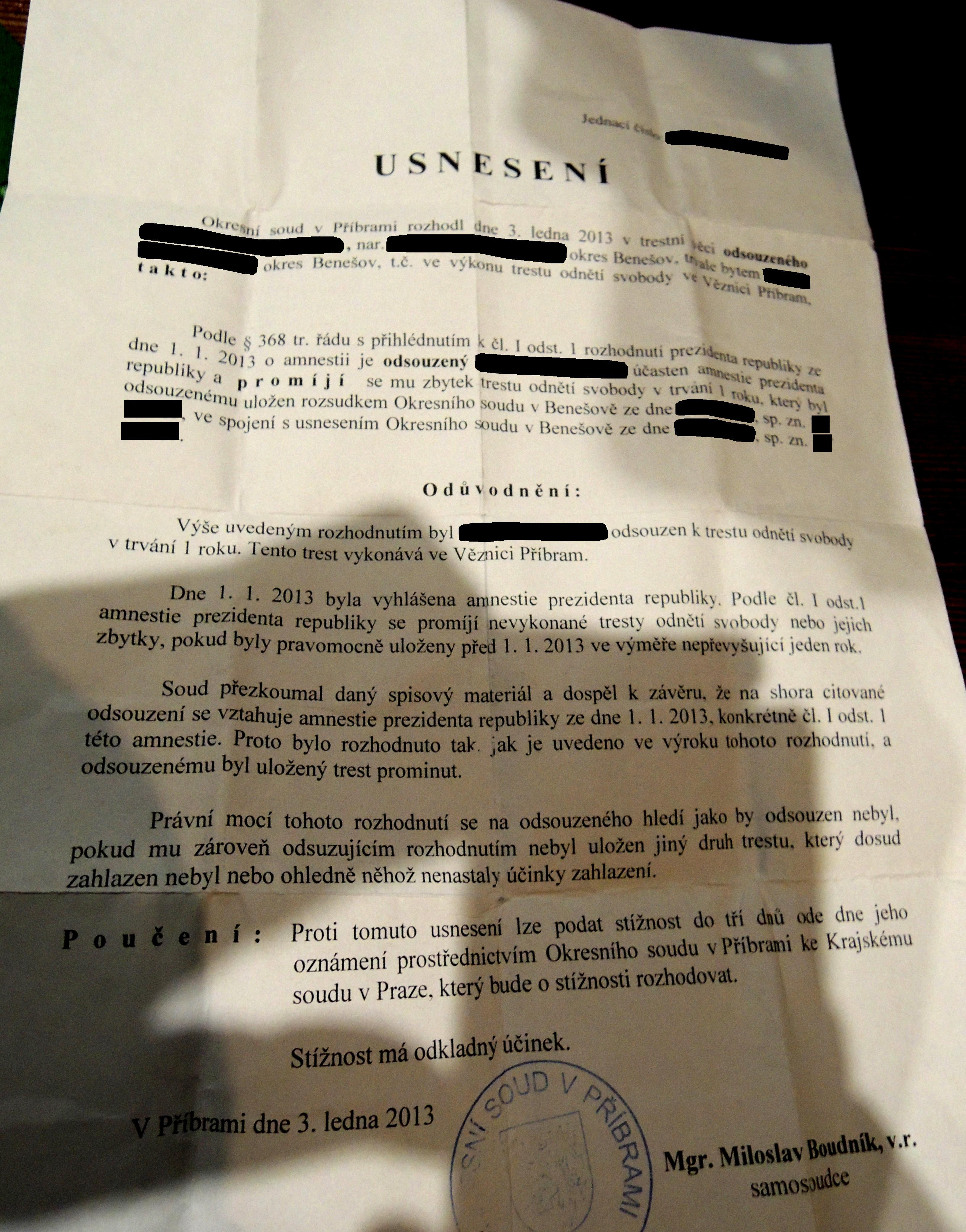
Úřední dokument vydávaný propuštěným vězňům

Podle statistik ministerstva spravedlnosti z konce září 2013 byly tresty prominuty více než 111 000 osobám. Nepodmíněné tresty byly prominuty 19 820 osobám (většině ještě před nástupem trestu, přímo z věznic bylo propuštěno přibližně 6500 vězňů), podmíněné tresty byly prominuty 81 133 osobám (toto jediné číslo ještě není konečné), obecně prospěšné práce 9660 osobám a domácí vězení 385 osobám. Trestní stíhání bylo zastaveno u 265 osob.

### Propouštění vězňů
Amnestie nabyla účinnosti dne 2. ledna a vězeňská zařízení začala ten samý den v 10:00 vykonávat potřebné úkony k propuštění dotčených vězňů. Na realizaci amnestie se podílelo 285 soudců, 111 státních zástupců a 908 dalších pracovníků soudů a Vězeňské služby ČR. Propouštění probíhalo nepřetržitě 24 hodin denně ve všech 36 českých věznicích. Předběžné přímé náklady na provedení amnestie byly vyčísleny na 890 tisíc Kč. Samotné provedení a organizaci amnestie soudci hodnotili velice kladně.
Později však vyšlo najevo, že možná až několik desítek vězňů bylo omylem propuštěno přesto, že se na ně amnestie vztahovat neměla. Soudci to vysvětlují časovým presem, nejednoznačným zněním amnestie, jejím chybějícím výkladem a, na rozdíl od minulých amnestií, absencí jakýchkoli informací předem. Ministr spravedlnosti Pavel Blažek připustil, že vzhledem k množství posuzovaných případů k chybám mohlo dojít, odmítl však, že by těchto případů byly desítky. Upozornil také na to, že i chybné rozhodnutí o propuštění už asi nepůjde zvrátit.
K 1. lednu 2013 bylo v českých věznicích 22 638 vězňů a k 21. únoru 2013 jich bylo na amnestii propuštěno 6442, tedy zhruba 28 %. Zaplněnost vězeňských objektů tím klesla ze 107 % na 76 %, index počtu vězňů na 100 tisíc obyvatel klesl z 230 na zhruba 165 (v Evropě je přitom obvyklých 120–150 vězňů na 100 tisíc obyvatel). Prázdná místa ve věznicích by měli zaplnit lidé již odsouzení, řada z nich se však trestu vyhýbá – těch je nyní evidováno 4368.
Kvůli úbytku vězňů rozhodlo ministerstvo vnitra o dočasném zakonzervování tří poboček věznic – ve Velkých Přílepech, Vyšních Lhotách a Poštorné – a o úplném zrušení věznice v Drahonicích.
| 3. lednu  | 3568 |
| 4. lednu  | 5232 |
| 6. lednu  | 6069 |
| 7. lednu  | 6145 |
| 8. lednu  | 6227 |
| 9. lednu  | 6297 |
| 17. lednu | 6344 |
| 30. lednu | 6401 |
| 21. únoru | 6442 |

### Osudy propuštěných
Poté, co brány věznic opustili první propuštění vězni, média ihned začala sledovat jejich osudy. První náměstek ministra spravedlnosti Daniel Volák odhadoval, že do dvou let se až dvě třetiny propuštěných vrátí zpět do věznic. Média se soustředila jak na osobní příběhy jednotlivých bývalých vězňů, tak především na jejich opětovnou kriminální činnost. Některá města se v reakci na amnestii rozhodla posílit policejní hlídky v ulicích. Podle policejního prezidia spáchali propuštění vězni k 7. lednu asi stovku trestných činů a přestupků. K 30. lednu se zpátky do věznic vrátilo z 6401 propuštěných jen 78 vězňů, z nichž dvě třetiny jsou zatím pouze ve vazbě.
Vedoucí lékař metadonového centra Drop In Jiří Presl vyjádřil své obavy, zdali pražské centrum zvládne očekávaný nápor nových klientů z řad bývalých vězňů. Zhruba třetinu všech vězňů v českých věznicích tvoří problematičtí uživatelé drog. Ti ve věznicích dostávají substituční léčbu. Podle odborníků bylo amnestováno asi 2000 drogově závislých, kvůli náporu nových klientů musí centra pro drogově závislé vypisovat na léčbu pořadníky.
Asistenci a základní poradenský servis zajišťují amnestovaným vězňům pracovníci center Probační a mediační služby ČR.
Většina propuštěných vězňů se nechala zapsat do evidence uchazečů o zaměstnání na pracovních úřadech, za prvních deset dní od vyhlášení amnestie jich bylo 3706, z nichž 3517 obdrželo i dávku mimořádné okamžité pomoci. Šanci na pracovní uplatnění mají však jak vzhledem ke své minulosti, tak vzhledem ke všeobecně vysoké nezaměstnanosti a malému počtu volných pracovních pozic minimální.
Někteří amnestovaní vězni se také začali hlásit o své děti, které jim byly právě na základě jejich výkonu trestu odebrány a skončily například v dětských domovech. Po splnění všech podmínek musí návrat dětí k rodičům ještě schválit úřady, případně i soudy.

## Reakce

### Schvalování amnestie
Akt prezidenta republiky hájili především jeho mluvčí Radim Ochvat a tajemník Ladislav Jakl. Ladislav Jakl také později vyjádřil názor, že premiér podpisem amnestie s ní vyjádřil souhlas a že měl právo podpis odmítnout.
Předseda vlády Petr Nečas 1. ledna řekl: „Pan prezident mě o svém rozhodnutí v předstihu informoval. S amnestií souhlasím a už jsem ji také podepsal, jak mi to ukládá Ústava“. Později zdůrazňoval, že v těchto případech se nejedná o politickou, ale právní kontrasignaci, tedy že byl podle ústavních zvyklostí povinen prezidentovo rozhodnutí podepsat, i když by s ním politicky nesouhlasil. K tomuto názoru se připojil i ministr spravedlnosti Pavel Blažek. Podle názoru ministra zahraničí Karla Schwarzenberga či soudce Kamila Kydalky však ústavní realita vyžaduje, aby vláda byla informována (či aby amnestii i projednala), což Petr Nečas neučinil.
V prvních reakcích na novoroční projev prezidenta s amnestií souhlasil Karel Schwarzenberg jako s řešením přeplněnosti věznic. Hned druhý den se však připojil ke kritice druhého článku Klausovy amnestie, hlavně kvůli zastavení některých velkých hospodářských kauz („Neznal jsem podrobnější parametry vyhlášené amnestie a nevěděl jsem, kdo všechno bude tímto krokem omilostněn. Pak jsem se, připouštím, začal velice divit.“ „Tento způsob amnestie se mi zdá poněkud nešťastným.“). Ve volebních okrscích, do nichž spadaly věznice, Karel Schwarzenberg zaznamenal výrazný úspěch v prvním kole prezidentské volby, což si Mladá Fronta Dnes vysvětlovala jeho vstřícným postojem k amnestiím.
Práva prezidenta na amnestii se zastával také poslanec Boris Šťastný, podle něhož výkon tohoto prezientského práva politikům nepřísluší kritizovat, TOP 09 se v této věci chová zbaběle a právnička Hana Marvanová je samozvaná populistka. Politikům podle něj přísluší rozhodnutí soudů i prezidenta respektovat, případně navrhnout změnu legislativy.
Na konci ledna vydal Institut Václava Klause spolu s Centrem pro ekonomiku a politiku sborník Spor o amnestii, který prezidentovu amnestii obhajuje. Kniha obsahuje plné znění amnestie, Klausova veřejná vyjádření k této amnestii, texty různých autorů zabývajících se vyhlášenou amnestií v širším (právním, mediálním, filozofickém, politologickém či historickém) kontextu a podpůrné dopisy občanů přímo či nepřímo dotčených amnestií adresované prezidentovi. Počátkem února 2013 brožuru rozeslala Kancelář prezidenta republiky poslancům Parlamentu ČR.

### Kritika
Předmětem kritiky se stalo zejména zahrnutí dlouhodobě neuzavřených trestních stíhání včetně mnoha mediálně sledovaných případů podezření ze závažné hospodářské kriminality i korupce a dále rovněž její rozsah a nekvalitní příprava.
„Jsme svědky neuvěřitelného diletantismu. Od roku 1920 všechny amnestie připravovala vždycky vláda v čele s ministrem spravedlnosti, nikoli Hrad," řekl předseda Ústavního soudu Pavel Rychetský. Zdůraznil, že u amnestie není institut kontrasignace premiérem formální akt. „Není možné o něm hovořit tak, že když to chtěl prezident, tak to musí premiér podepsat," uvedl Rychetský. Kontrasignace je podle něj v ústavě proto, aby vláda mohla mít amnestii nejen připravenou, ale aby také včas dopředu posoudila, koho amnestie očistí.
Jiří Dienstbier usoudil, že amnestie byla „šita na míru“ na některé kauzy a že je dárkem Klausovým přátelům z oblasti ekonomiky z 90. let. Michal Horáček ji označil za odměnu těm, kdo průběh trestního stíhání dokázali mařit. Podle Jiřího Přibáně amnestie roku 2013 vejde do ústavních dějin této země především jako manifestace pokrytectví, cynismu i síly těch, kdo se s představou nezávislé justice a řádného trestního procesu nikdy nesmířili a rovnost všech před zákonem, tento hlavní pilíř právního státu, nikdy nepřijali za vlastní.
Unie státních zástupců uvedla, že odvolání se na rozhodnutí Evropského soudu pro lidská práva (ESLP), v případech zastavení trestního stíhání trvajícího déle než 8 let, je mylné. Navíc podle unie amnestie zmařila „možnost poškozených dosáhnout náhrady škody v trestním řízení, ačkoliv nepřiměřená délka řízení nemůže být podle ESLP důvodem k upuštění od povinnosti nahradit škodu způsobenou trestným činem“.
Svůj nesouhlas s rozsahem amnestie dalo najevo značné množství lidí. V bleskovém průzkumu, který provedla pro Českou televizi společnost Median, vyjádřilo nesouhlas 82,2 procenta Čechů, a odmítavý postoj panuje napříč celou Českou republikou. Průzkum proběhl ve dnech 3. a 4. ledna a zúčastnilo se ho 617 respondentů. Událost „Nesouhlasíme s Klausovou amnestií“ na Facebooku získala velmi rychle více než 300 tisíc účastníků; dalších více než 112 tisíc podepsalo stejnojmennou petici.

### Sundávání portrétů prezidenta
Na protest proti amnestii starostové Vysokého Pole a Želechovic nad Dřevnicí, oba zvolení za hnutí STAN, 7. ledna 2013 sundali ze stěn na obecních úřadech portréty prezidenta a totéž doporučili i ředitelům škol zřízených obcí, kteří se rozhodli k témuž. Během hodiny jim potvrdilo účast na akci i 20 starostů dalších obcí, což je utvrdilo v rozhodnutí rozeslat výzvu obcím, úřadům a školám v celé republice. Starosta Vysokého Pole Josef Zicha tento krok vysvětlil: „Prezidentův portrét má dokreslit důstojnost místa a on sám má být vzorem pro děti, které se ve školách učí základům morálky. Ovšem Václav Klaus svým rozhodnutím udělit velkorysou amnestii i tunelářům, korupčníkům a podvodníkům ztratil morální právo být prezidentem slušných a poctivých lidí.“ Do druhého dne odpoledne účast na akci potvrdilo na 600 představitelů obcí, převážně ze Zlínského kraje, ale i jižní Moravy a jižních Čech.
Mluvčí prezidenta Radim Ochvat k akci řekl: „Jestli je pravda, že se vyskytli ředitelé škol, kteří podléhají mediální hysterii některých opozičních politiků a různých médií, a dokonce sundávají obrazy hlavy státu ze stěn školních tříd, pak je na místě požádat je, aby alespoň děti, za jejichž výchovu přebírají částečnou odpovědnost, chránili před projevy pokleslého politického boje.“

### Úvahy o odškodnění obětí
Jeroným Tejc považoval úspěch návrhu na zrušení části amnestie z 90 % za vyloučený, přičemž jediné, čeho by bylo možno dosáhnout, při velmi širokém výkladu ústavy a velmi široce pojatém rozhodnutí Ústavního soudu, by byla náhrada škody, a to nikoliv od pachatelů, ale od státu.
Ministr financí Miroslav Kalousek a ministr zahraničí Karel Schwarzenberg se 8. ledna 2013 v souvislosti s koaličním jednáním TOP 09 se stranou LIDEM a s ODS vyjádřili, že by vláda měla najít kompenzační mechanismy pro osoby „poškozené amnestií“.
Boris Šťastný, který se Václava Klause a jeho práva na amnestie zastával, s kompenzacemi souhlasí, ovšem nepovažuje je za kompenzace škod způsobených amnestií, ale škod způsobených neschopností státu vyřešit kauzy v přiměřené lhůtě.

### Návrhy na zrušení amnestie

#### Návrh skupiny senátorů
Místopředsedkyně Senátu Alena Gajdůšková podala v pondělí 14. ledna 2013 k Ústavnímu soudu návrh skupiny 30 senátorů (dle iDnes 29 senátorů) na zrušení druhého článku amnestie, na jehož základě byla zastavena trestní stíhání se sazbou do deseti let vězení, která trvala déle než osm let. Návrh podle idnes.cz iniciovala Alena Dernerová. Záměr se začal objevovat v médiích již kolem 6. ledna. Podání připravovala skupina celkem asi 4 právníků v čele s Hanou Marvanovou. Debatu začali jednotliví senátoři už druhý den po vyhlášení amnestie.
Podle Hany Marvanové je amnestie v článku II protiústavní z hlediska práva na spravedlivý proces a práva rovnosti před zákonem a práva domoci se ze strany poškozených majetkových nároků. Podle právníka Milana Hulíka, jednoho z tvůrců návrhu, je to poprvé od bělohorských konfiskací, kdy nakradený majetek zůstane pachatelům, zlodějům, zatímco poškození se už nikdy nebudou moci domoci jeho navrácení nebo alespoň nějakého odškodnění. Podle senátorky Miluše Horské je to příležitost prověřit, zda jestli práva těch, co poškozují práva jiných, nejsou výš, než práva obětí.
Senátoři zvažovali i to, zda nejde vyhlášení amnestie hodnotit jako velezradu, ale napoprvé došli k závěru, že nikoliv. Této otázky se ve svých vyjádřeních dotkl i například senátor Miroslav Antl (který se k návrhu na zrušení nepřipojil).
Předseda Ústavního soudu Pavel Rychetský po podání návrhu skupiny senátorů na zrušení části amnestie v pořadu Partie na televizním programu Prima family uvedl, že soudci budou muset nejprve posoudit, zda amnestii vůbec mohou přezkoumávat, tedy zda skupina senátorů má aktivní legitimaci podat návrh na přezkoumání amnestie, což závisí na tom, jestli amnestie je normativním právním aktem. Pavel Rychetský uvedl, že zná v dějinách lidstva jediný případ zrušení amnestie vyslovené hlavou státu, když Nejvyšší soud Argentiny zrušil amnestii týkající se genocidy v předchozím fašistickém režimu. Aleš Gerloch se domnívá, že senátoři aktivní legitimaci nemají, Vladimír Balaš považuje návrh spíše za projev politického postoje, přičemž záleží na tom, zda Ústavní soud zvolí restriktivní nebo extenzivní výklad. Jaroslav Ortman považuje návrh za populistické gesto bez jakékoliv šance na úspěch. Mluvčí prezidenta Radim Ochvat řekl, že návrh je jen politickým gestem.
Věc byla projednána v plénu pod sp. zn. Pl. ÚS 4/13 a podle rozvrhu práce byl soudcem zpravodajem určen Vladimír Kůrka. Dne 5. března 2013 Ústavní soud České republiky návrh skupiny senátorů odmítl, aniž by se jím věcně zabýval, neboť dospěl k závěru, že k přezkoumání rozhodnutí o amnestii nemá pravomoc. Odlišné stanovisko zaujali soudci Pavel Rychetský, Ivana Janů a Vojen Güttler, pouze s částečným nesouhlasem vůči odůvodnění vystoupil Miloslav Výborný.

#### Návrh Městského soudu v Praze
Kamil Kydalka, předseda tříčlenného senátu na Městském soudu v Praze, který řeší více než 10 let otevřenou kauzu fotbalového bosse Františka Chvalovského, obžalovaného kvůli úvěrovým podvodům z konce 90. let, oznámil, že tento senát řízení o zastavení trestního řízení přerušil a předložil případ k posouzení Ústavnímu soudu, protože podle názoru soudního senátu je článek II amnestie v možném rozporu s ústavním pořádkem České republiky. Kydalka uvedl, že za celou dobu jeho praxe je to poprvé, kdy využil možnost podání k Ústavnímu soudu.
Podle tohoto návrhu nese-li podle ústavy za podpis předsedy vlády odpovědnost vláda jako celek, není možné, aby věc nebyla ve vládě vůbec projednána. Tím, že poškozený bude muset podat nový návrh k civilnímu soudu, ze žalované částky bude muset zaplatit soudní poplatek a ponese důkazní břemeno, je podle návrhu porušena procesní rovnost stran. Navrženo bylo zrušit celé rozhodnutí o amnestii, alternativním návrhem bylo pouze zrušení článku II. Návrh rovněž argumentoval tím, že není možné připustit situaci, aby v demokratickém právním státě existovala právní norma vydaná prakticky jednotlivcem.
Věc byla projednána také v plénu pod sp. zn. Pl. ÚS 7/13, soudcem zpravodajem byl Jan Musil. Ústavní soud tento návrh odmítnul, neboť zde byla v části, kde bylo navrženo zrušení pouze článku II amnestie, vzhledem k dřívějšímu návrhu skupiny senátorů dána překážka litispendence, a v části, kde bylo navrženo zrušení celého rozhodnutí o amnestii, byl návrh neoprávněný, protože v trestní věci, kterou Městský soud v Praze projednával, mohl být aplikován jen jeho článek II.

### Veřejné slyšení a úvahy o změně ústavy
Senátoři Miroslav Antl a Eliška Wagnerová svolali 7. ledna na 20. nebo 21. února 2013 veřejné slyšení odborníků k posouzení škod způsobených amnestií s tím, že pokud by k tomu vedla diskuse, výsledkem bude návrh na změnu ústavy spočívající ve zrušení možnosti abolice. Veřejné slyšení také mělo sloužit k vyjasnění, zda je možné zpochybnit prezidentský amnestijní výnos před Ústavním soudem.

### Žaloba pro velezradu
V únoru 2013 podepsal potřebný počet senátorů (28) návrh ústavní žaloby na prezidenta Václava Klause především v souvislosti s amnestií, ale i dalšími kroky během funkčního období. V historii České republiky se dosud žádný návrh na žalobu proti prezidentu republiky nedostal tak daleko. Zároveň byla Senátu doručena petice 73 tisíc lidí s výzvou k podání žaloby. Velezrada je ústavní delikt, kterého se může dopustit pouze prezident republiky, který jedná proti svrchovanosti a celistvosti republiky, nebo proti jejímu demokratickému řádu. Vzhledem k prezidentově zvláštní imunitě neboli indemnitě to byl jediný právní krok, který mohl být proti němu během funkčního období podniknut.
Dne 4. března k návrhu proběhla mimořádná schůze Senátu, která podání ústavní žaloby schválila. Jde o první ústavní žalobu na prezidenta v historii České republiky. Jako důvody pro žalobu byly uvedeny amnestie z 1. ledna 2013, nedokončování ratifikace mezinárodních smluv, nenavrhování kandidátů na soudce Ústavního soudu a nerozhodnutí o jmenování či nejmenování čekatele Petra Langera soudcem. Tím se měl dopustit jednání směřujícího proti svrchovanosti republiky, jakož i proti jejímu demokratickému řádu. Pro podání žaloby Ústavnímu soudu hlasovalo 38 senátorů, zbývajících 30 přítomných senátorů bylo proti podání žaloby.
Věc byla projednána v plénu pod sp. zn. Pl. ÚS 17/13, a to přednostně. Soudcem zpravodajem byl určen Jan Musil. Řízení však bylo bez věcného projednání zastaveno, a to proto, že Václav Klaus již v tu dobu nebyl ve funkci prezidenta republiky. Podle Ústavního soudu je primárním účelem žaloby pro velezradu zbavení prezidenta úřadu, „aby nemohl nadále poškozovat či ohrožovat zájmy státu“, a to v tomto řízení již nepřicházelo v úvahu. Nová právní úprava řízení o žalobě proti prezidentu republiky, účinná od 7. března 2013, sice stanovila, že i v takovémto případě má řízení proběhnout, ale Ústavní soud s ohledem na kvazitrestní povahu řízení použil pravidlo, které bylo pro žalovaného příznivější, tedy právní úpravu předchozí, která podle jeho závěru v řízení po skončení úřadu prezidenta republiky pokračovat neumožňovala. Odlišné stanovisko uplatnila Ivana Janů a pouze proti odůvodnění svým specifickým způsobem Stanislav Balík.